# Kelet-Falkland
Kelet-Falkland (angolul: East Falkland, spanyolul: Isla Soledad) a Falkland-szigetek legnagyobb tagja a Dél-Atlanti-óceánban. Területe 6605 km². 1600 fős lakossága a Falkland-szigetek lakosságának nagy részét teszi ki. Ez szinte teljesen az északi részen van. A déli rész a Lafonia.
Kelet-Falklandon van a főváros, Stanley és a fő kikötő. Egyéb települések: Port Louis, Darwin, Port San Carlos, San Carlos, Salvador, Johnson's Harbour, Fitzroy, Mare Harbour, és Goose Green. Ezen a szigeten van még két repülőtér, a Port Stanley Airport és a RAF Mount Pleasant.
A sziget fő iparágai a halászat, birkatartás és turizmus. A legmagasabb pont a Mount Usborne a Wickam-hegységben, amely egyben az egész szigetcsoport legmagasabb pontja is.